# 2012년 하계 올림픽 카누
2012년 하계 올림픽 카누는 7월 29일부터 8월 2일까지 카누 슬라럼과 8월 6일부터 11일까지 카누 스프린트라는 두 가지 주요 종목으로 치러졌다. 슬라럼 경기는 리 밸리 화이트 워터 센터에서 열렸으며 스프린트 경기는 이튼 도니(Eton Dorney)로 알려진 도니레이크(Dorney Lake)의 이튼 칼리지 로잉 센터(Eton College Rowing Centre)에서 열렸다.
16개 종목에는 약 330명의 선수가 참가했다. 남자 500m 스프린트는 200m 경주로 대체되었다. 또한 남자 C-2 500m는 여자 K-1 200m 스프린트로 대체되었다. 이는 2009년 12월 5일 버크셔 윈저에서 열린 국제 카누 연맹 이사회에서 확인되었다. 처음으로 여성들이 스프린트 카누에서 두 가지 개인 종목에 참가했다. 이러한 변화로 인해 결승전은 1976년 대회부터 시행되었던 전통적인 이틀이 아닌 3일에 걸쳐 진행되었다. 슬라럼에서 가장 성공적인 국가는 프랑스로 4개 종목에서 금메달 2개를 획득했고, 금 1개와 은메달 1개를 획득한 영국이 그 뒤를 이었다. 스프린트에서는 헝가리가 금메달 3개, 은메달 2개, 동메달 1개로 가장 성공적인 성적을 거두었고, 독일은 금메달 3개, 은메달 2개, 동메달 3개로 전체 메달 순위 1위를 차지했다.